# Lugenda
Der Lugenda ist ein Fluss in Mosambik. Er ist ein rechter und der größte Nebenfluss des Rovuma.

## Verlauf
Er entspringt im Chiutasee an der Grenze zu Malawi, durchquert mäandrierend in Nordostrichtung die Provinz Niassa und den Amaramba-See und mündet beim Dorf Negomano an der tansanischen Grenze in den Rovuma. 360 km davon fließt er durch die Niassa Game Reserve. Die Hauptzuflüsse sind Luambala, Lureco, Luambeze, Nicondocho und Jurege.
Neben dem Tourismus ist der Lugenda vor allem für den Fischfang von großer regionaler Bedeutung. Er ist umsäumt von bewaldetem Grünland und weist viele Stromschnellen und Seitenarme auf. Der Wasserstand ist in der Trockenzeit meist sehr niedrig.

## Hydrometrie
Die Abflussmenge des Lugenda wurde an der Station Q202, bei etwa 2/3 des Einzugsgebietes, über die Jahre 1960 bis 1969 in m³/s gemessen (Werte aus Diagramm abgelesen).